# Giulia Pazienza
Giulia Pazienza (Pescara, 12 aprile 1962) è un'ex cestista italiana.
Ala-pivot di 182 cm, ha giocato in Serie A1 con Pescara e Priolo Gargallo.

## Carriera
Ha disputato l'EuroBasket Cadette 1978 con la Nazionale italiana.

## Statistiche
Statistiche aggiornate al 30 giugno 1987
| Stagione        | Squadra         | Campionato      | Campionato | Campionato | Coppe continentali | Coppe continentali | Coppe continentali | Totale | Totale |
| Stagione        | Squadra         | Comp            | Pres       | Punti      | Comp               | Pres               | Punti              | Pres   | Punti  |
| --------------- | --------------- | --------------- | ---------- | ---------- | ------------------ | ------------------ | ------------------ | ------ | ------ |
| 1981-1982       | Varta Pescara   | A1              | 22         | 239        | -                  | -                  | -                  | 22     | 239    |
| 1982-1983       | Varta Pescara   | A1              | 22         | 202        | -                  | -                  | -                  | 22     | 202    |
| 1983-1984       | GGS Pescara     | A1              | 20         | 152        | -                  | -                  | -                  | 20     | 152    |
| 1984-1985       | Despar Pescara  | A1              | 24         | 182        | -                  | -                  | -                  | 24     | 182    |
| 1985-1986       | Despar Pescara  | A1              | 30         | 401        | -                  | -                  | -                  | 30     | 401    |
| 1986-1987       | Trogylos Priolo | A1              | 31         | 169        | CR                 | 4                  | 61                 | 35     | 230    |
| Totale carriera | Totale carriera | Totale carriera | 149        | 1.345      |                    | 4                  | 61                 | 153    | 1.406  |